# Занкт-Йоганн (Маєн-Кобленц)
Занкт-Йоганн (нім. Sankt Johann) — громада в Німеччині, розташована в землі Рейнланд-Пфальц. Входить до складу району Маєн-Кобленц. Складова частина об'єднання громад Фордерайфель.
Площа — 4,31 км2. Населення становить 913 ос. (станом на 31 грудня 2020).